# 川崎マイクロエレクトロニクス
川崎マイクロエレクトロニクス株式会社（かわさきマイクロエレクトロニクス、英文社名 Kawasaki Microelectronics, Inc.）は、かつて存在したJFEホールディングス傘下の集積回路メーカー。2013年（平成25年）4月1日にメガチップスと経営統合した。

## 事業所
- 本社 - 千葉県千葉市美浜区中瀬1丁目3番地
- 宇都宮工場 - 栃木県芳賀郡芳賀町芳賀台166-1（2010年3月閉鎖）
- 札幌技術開発センター - 北海道札幌市北区北7条西4-12（2009年4月閉鎖）
- 台湾支店 - 台北市
- インド支店 - バンガロール

## 沿革
- 1990年（平成2年）8月 - 川崎製鉄LSI事業部発足。
- 1991年（平成3年）10月 - 宇都宮工場立ち上げ操業開始。
- 1994年（平成6年）12月 - アメリカに子会社を設立。
- 2001年（平成13年）7月2日 - 会社分割により川崎製鉄より独立、川崎マイクロエレクトロニクス株式会社設立。
- 2003年（平成15年）4月1日 - JFEグループ事業再編に伴い、JFEホールディングスの子会社となる。
- 2005年（平成17年）1月 - 札幌技術開発センターを開設。
- 2009年（平成21年）4月 - リーマンショック不況の影響で、宇都宮工場の閉鎖を発表、社員の殆どが出向転籍リストラされ 工場は2010年3月に解体 更地でJFEに返却
- 2012年（平成24年）7月 - メガチップスの完全子会社となる。JFEホールディングスを追い出される
- 2013年（平成25年）4月1日 - メガチップスと経営統合。

## 主な製品
- ASIC
- IPコア
- パッケージ
- ASSP

## 関連会社
- カワサキマイクロエレクトロニクスアメリカ (Kawasaki Microelectronics America, Inc.)